# Elaphidion lewisi
Elaphidion lewisi är en skalbaggsart som beskrevs av Fisher 1941. Elaphidion lewisi ingår i släktet Elaphidion och familjen långhorningar. Inga underarter finns listade i Catalogue of Life.